# ويمينغتون (بيدفوردشير)
ويمينغتون (بالإنجليزية: Wymington)‏ هي قرية وأبرشية مدنية تقع في المملكة المتحدة في إنجلترا.